# 思南土司
思南土司是中國西南貴州歷史上的一個土司政權，其統治者姓田氏，治所位於思南（今貴州省銅仁市思南縣）。
思南土司是思州土司家族的分支，其第一代土司田茂安是思州土司田景賢次子田惟城的次子。田茂安之兄田茂忠管轄思南，死後無嗣，由弟弟田茂安繼位。田仁厚繼任思州土司後，田茂安不滿其統治，遂割據鎮遠、思南之地自立。至正二十四年（1364年），田茂安以其地歸附明玉珍，被授予思南道宣慰使，開創思南土司。
田茂安的割據令田仁厚憤怒，田仁厚於至正二十七年（1367年）正月攻擊思南，殺死田茂安之子田仁政、田仁美，並發掘田茂安的祖墳。自此思南土司與思州土司成為世仇。
朱元璋擊敗陳友諒後，第二代土司田仁智歸順明朝，被授予思南宣慰使之官職。第四代土司田宗鼎在位期間，再度與思州土司交兵，田宗鼎戰敗。明成祖派顧成出兵，將思州土司田琛擒獲誅殺。明成祖認為田宗鼎為人暴虐，便留他在北京居住，不放他回思南。永樂十一年（1413年），田宗鼎弑母之罪被揭發，隨即遭到處決。思南土司隨即被改土歸流，廢除思南宣慰司，以其地設置思南、鎮遠、銅仁、烏羅四府。

## 歷代思南土司
1. 田茂安
2. 田仁智
3. 田大雅
4. 田宗鼎